# Sitasti element
Sitasti elementi so specializirane in živeče prevajalne celice rastlin, ki se nahajajo v floemu, prevajalnemu tkivu, namenjenemu transportu organskih snovi iz fotosintetskih tkiv. Ponekod se za sitaste elemente uporablja kar izraz sitaste celice (ali sitke), ki pa natančneje označuje zgolj enega izmed dveh tipov sitastih elementov. So glavni element floema, saj skozi njihovo citoplazmo prehaja tok floemskega soka. Hkrati so bistveni pri prenašanju signalov do oddaljenih rastlinskih organov ali tkiv. Gradniki floema so tudi celice spremljevalke, ki sitaste elemente nenehno oskrbujejo s hranili in ostalimi potrebnimi snovmi za normalno delovanje. Oba celična tipa izvirata iz meristemov – embrionalnih tkiv, ki sestojijo iz delečih se celic. Sitasti elementi imajo primarno celično steno.
Glavna naloga sitastih elementov je prevajanje sladkorjev preko daljših razdalj, pri čemer delujejo kot nekakšni prevodni kanali. Zanje so značilne tudi številne plazmodezme v njihovi celični steni, skozi katere lahko prehajajo snovi iz sosednjih celic v sitaste in obratno. Ta proces je še posebej pomemben pri povezavi sitastih elementov in celic spremljevalk, ki prvim dovajajo nujne spojine, ker imajo sitasti elementi zmanjšan nabor celičnih organelov, nekateri pa so reducirani in ne zadoščajo vsem potrebam celice. Običajno nimajo celičnega jedra in vsebujejo le malo ribosomov. Celice sitastih elementov so podolgovate in se v tkivu nahajajo paralelno z ostalimi celicami.
Poznamo dva tipa sitastih elementov, pri čemer prvega imenujemo sitaste celice, drugega pa z izrazom celice sitaste cevi. Več celic sitaste cevi gradi eno sitasto cev. Razlika med tipoma se pojavi predvsem v dolžini in širini, saj so celice sitaste cevi krajše (okoli 40 mikrometrov) in precej širše ter imajo posledično večji notranji volumen za prehajanje organskih snovi. Nasprotno so sitaste celice daljše in ožje, z nekoliko manjšim volumnom za transport snovi. Funkcija obeh tipov je enaka, bistvena razlika je zato le pojavljanje v rastlinskih vrstah, saj se sitaste cevi pojavljajo v kritosemenkah, sitaste celice pa imajo golosemenke in praprotnice (pa tudi redke kritosemenke).

## Odkrivanje
Sitaste elemente je leta 1837 odkril botanik Theodor Hartig, ki se je ukvarjal predvsem z gozdnimi rastlinami. Od tega odkritja dalje so bile izvedene številne raziskave, ki so se posvetile predvsem osnovnim gradnikom floema (sitastim celicam, sitastim cevem in celicam spremljevalkam), fiziologiji floema in njegovi strukturi. Pojem floem je bil v botaniko uveden s strani švicarskega botanika Carla Nägelija leta 1858, šele nekaj let po odkritju sitastih elementov. Sledile so mnoge študije, ki so se osredotočile na mehanizem prevajanja po floemu. Več analiz so opravili s pomočjo preiskav listov repnjakovca (Arabidopsis). Omrežje sitastih celic in njim pripadajočih celic spremljevalk so natančno preučili s pomočjo in vivo laserske mikroskopije in uporabe fluorescenčnih markerjev (pigmentov ali barvil, s pomočjo katerih lahko poudarimo želene strukture, ker se ti nanje vežejo in oddajajo značilno svetlobo).

## Tipi
Poznamo dve kategoriji sitastih elementov: sitaste celice in celice sitaste cevi, ki gradijo sitasto cev.

### Sitaste cevi
Glavna funkcija sitastih cevi je prevajanje snovi za oskrbo različnih rastlinskih celic, kar delajo s pomočjo svojih pripadajočih spremljevalnih celic. Celice sitastih cevi so živeče celice, a ne vsebujejo celičnega jedra. Z mrežjem številnih plazmodezem so povezane s celicami spremljevalkami, ki pa organele vsebujejo in proizvajajo snovi potrebne za lastno uporabo ter hkrati oskrbujejo sitaste cevi (večinoma z beljakovinami in molekulami adenozina trifosfata). Zaradi pomanjkanje ali celo odsotnosti ribosomov, imajo sitaste cevi le malo svojih beljakovin, kar raziskovalcem otežuje prepoznavanje sitastim elementom lastnih beljakovin. Ena celica sitaste cevi in ena celica spremljevalka tvorita lasten kompleks, ki omogoča preskrbo in regulacijo določenega števila rastlinskih celic ter hkrati skrbi za prenos signalnih molekul po rastlinskih tkivih.
Plazmodezme, ki se nahajajo med celicami spremljevalkami in celicami sitastih cevi, so ozki kanali, ki potekajo skozi celične stene in celične membrane ter dovoljujejo prehod snovi, prehajajo pa lahko tudi izrastki nekaterih organelov. Na nekaterih območjih je plazmodezem več in tvorijo celične plošče (ponekod zaradi dobro vidne perforiranosti imenovane tudi sitaste plošče), ki imajo visoko prepustnost (to je še posebej izrazito med dvema celicama sitaste cevi ali med sitasto cevjo in celico spremljevalko) in s tem omogočajo hitrejše prevajanje snovi. Ob celičnih stenah so v celicah sitastih cevi nameščeni organeli (endoplazemski retikel, mitohondriji in plastidi), ki jih na mesto pritrjuje posebni mehanizem, saj bi jih drugače odnesel floemski tok.
Celice sitaste cevi se povezujejo med seboj (nanizane so ena za drugo) in tvorijo dolgo sitasto cev, ki predstavlja osnovno transportno pot v floemu kritosemenk. Na tak način je omogočeno prevajanje organskih snovi z najmanjšim uporom, saj so povezave med posameznimi celicami sitastih cevi perforirane. Do neke mere lahko celice sitaste cevi regulirajo tok tekočine in se tako odzivajo na okoljske dejavnike, kar je še posebej bistveno v stanju okoljskega stresa, ko je potrebno varčevati s snovmi.

## Sitaste celice
Sitaste celice so dolge, vretenaste in ozke floemske celice, ki ne tvorijo sitastih cevi. V svojih prečnih celičnih stenah imajo posamezna območja por, hkrati so njihove končne stene poševne oblike, ker je tako povečana površina za prehajanje snovi. Poleg dolžine in širine je ključna razlika med obema tipoma sitastih elementov odsotnost sitastih plošč. Tudi sitaste celice imajo svoje pripadajoče celice spremljevalke, ki se nekoliko razlikujejo od spremljevalnih celic sitastih cevi, in jih zato v literaturi najpogosteje označujejo z izrazom strasburgerjeve ali albuminske celice. Sitastim celicam omogočajo povezave z bližnjimi parenhimatskimi celicami in ostalimi tkivi ter organi. Tok, ki poteka skozi sitaste celice, je počasnejši in ne dopušča tako učinkovitega prevajanja, kot ga omogočajo sitaste cevi kritosemenk. Kljub temu večje število plazmodezem dovoljuje, da golosemenke uspešno prenašajo sladkorje iz mesta izvora do ponornih območij. Pomembna razlika med tipoma sitastih elementov je tudi pojavljanje več celic spremljevalk pri enih sitastih celicah, kar je v glavnem odvisno od funkcije okoliškega tkiva.